# Goran Jevtić
Goran Jevtić (Mladenovac, 18. siječnja 1978.) je srbijanski kazališni, filmski i televizijski glumac. 

## Životopis

### Karijera
Diplomirao glumu na Fakultetu dramskih umjetnosti u Beogradu 2001. godine. Igra u brojnim srbijanskim kazalištima kao što su Jugoslavensko dramsko kazalište, Atelje 212, Malo kazalište Duško Radović itd. 
Dobitnik jedne od najprestižnijih srbijanskih kazališnih nagrada Miloš Žutić za više uloga u predstavi Okamenjeni princ. Ostale važnije uloge uključuju: Romeo (Romeo i Julija, Srpsko narodno kazalište, Novi Sad), Geri (Shopping and Fucking, Jugoslavensko dramsko kazalište), Andreas Sam (Red vožnje Andreasa Sama, Jugoslavensko dramsko kazalište), Hitler (Hitler i Hitler, Atelje 212), Doktor (Fedrina ljubav, Jugoslavensko dramsko kazalište), Salvador Dali (Histerija, Jugoslavensko dramsko kazalište).
Na filmu najčešće surađuje s redateljem Srđanom Dragojevićem te veliku popularnost postiže ulogama u njegovim filmovima Mi nismo anđeli 2 i Sveti Georgije ubija aždahu.

## Filmografija

### Filmske uloge u dugometražnim filmovima
- "Parada" kao gay aktivist Mirko (2011.)
- "Đavolja varoš" kao Filomen (2009.)
- "Sveti Georgije ubija aždahu" kao Dane (2009.)
- "Na lijepom plavom Dunavu" kao Jacek (2008.)
- "A3 - Rock'n'roll uzvraća udarac" kao Koks (2006.)
- "Mi nismo anđeli 2" kao Andrej (2005.)
- "Ona voli Zvezdu" kao Grasak (2001.)

## Vanjske poveznice
- Goran Jevtić u internetskoj bazi filmova IMDb-u (engl.)